# Arcidiocesi di Parigi

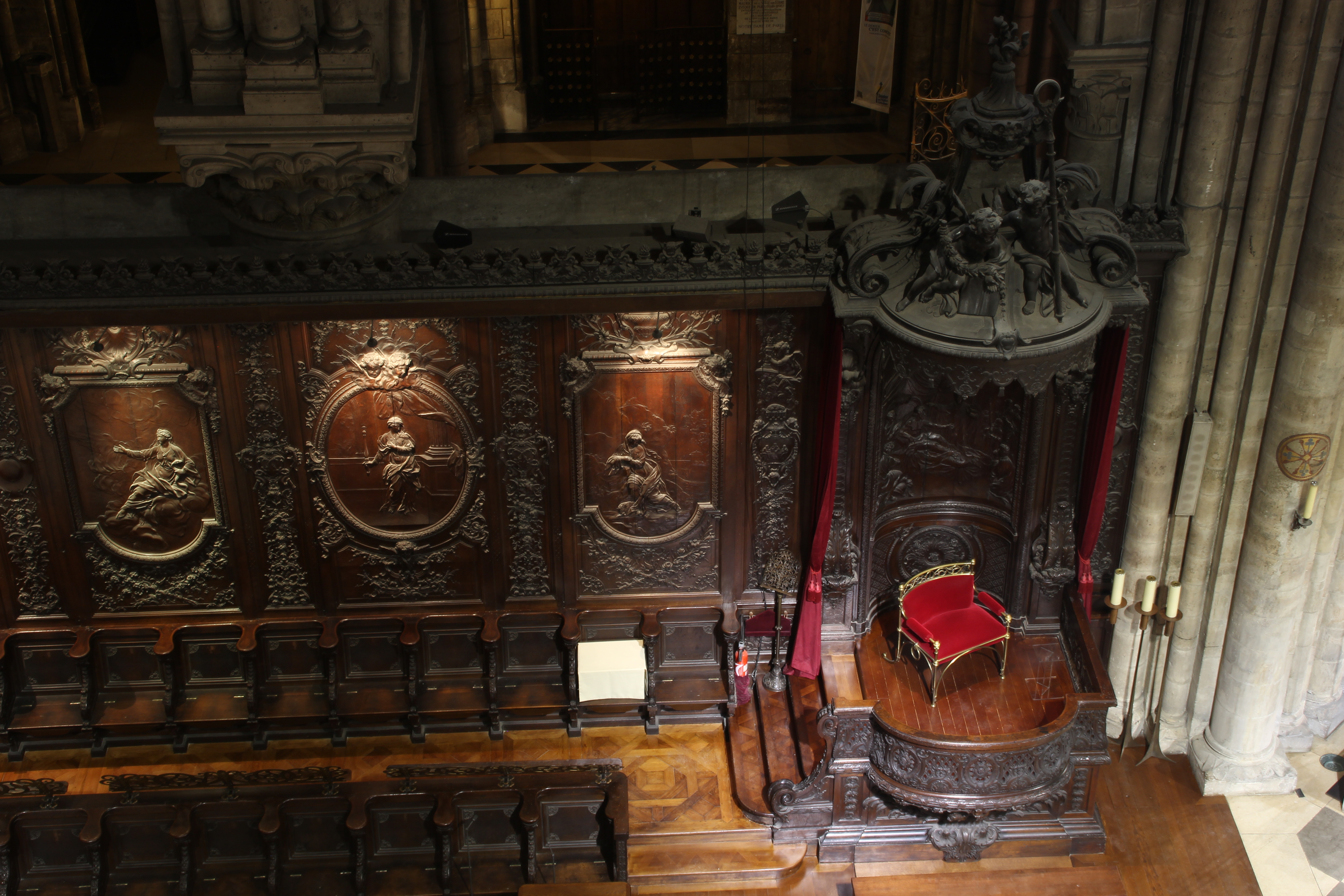
La cattedra (a destra) nella cattedrale di Notre-Dame.

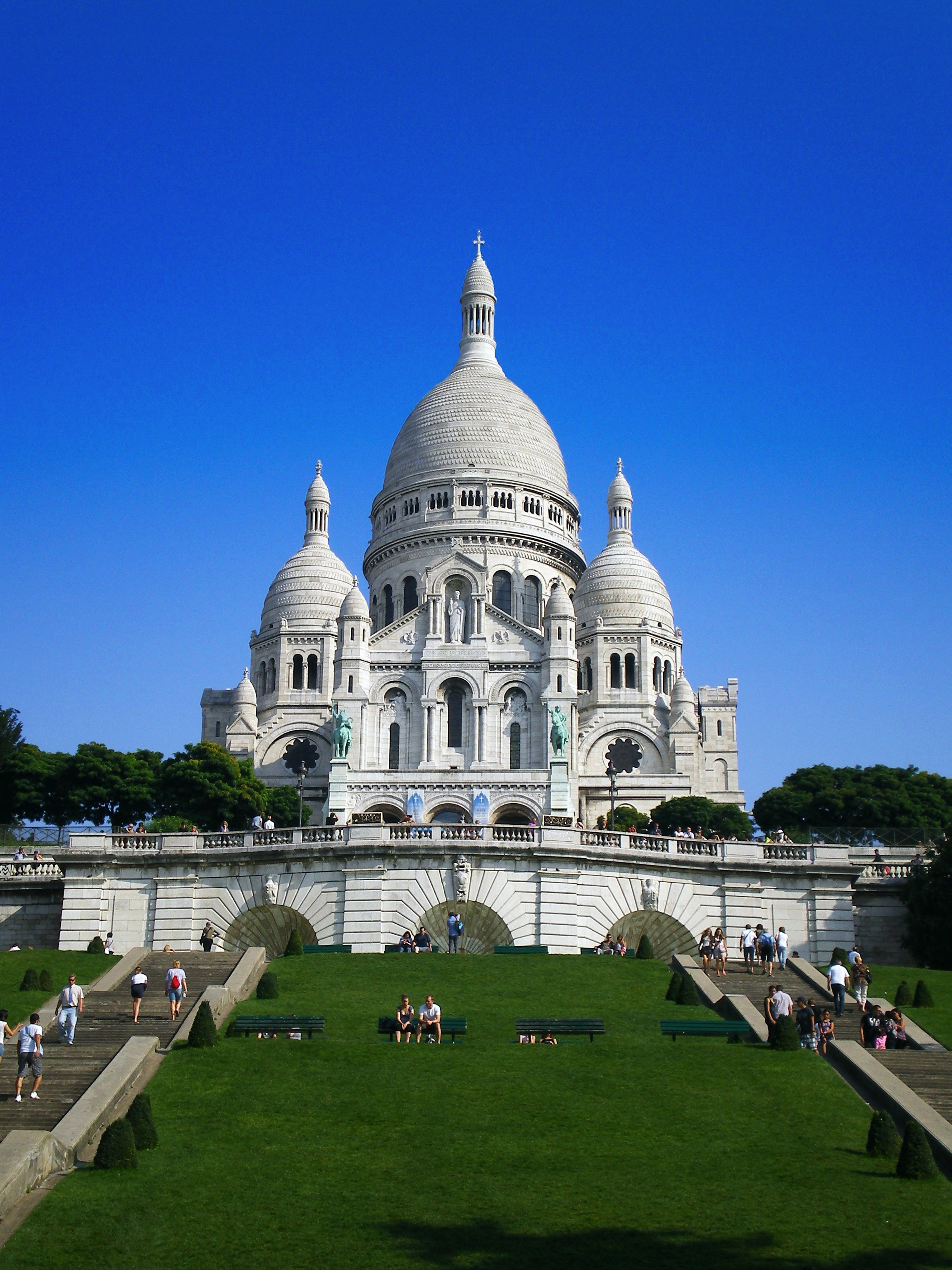
La basilica del Sacro Cuore a Montmartre, iniziata nel 1873 e consacrata nel 1919.

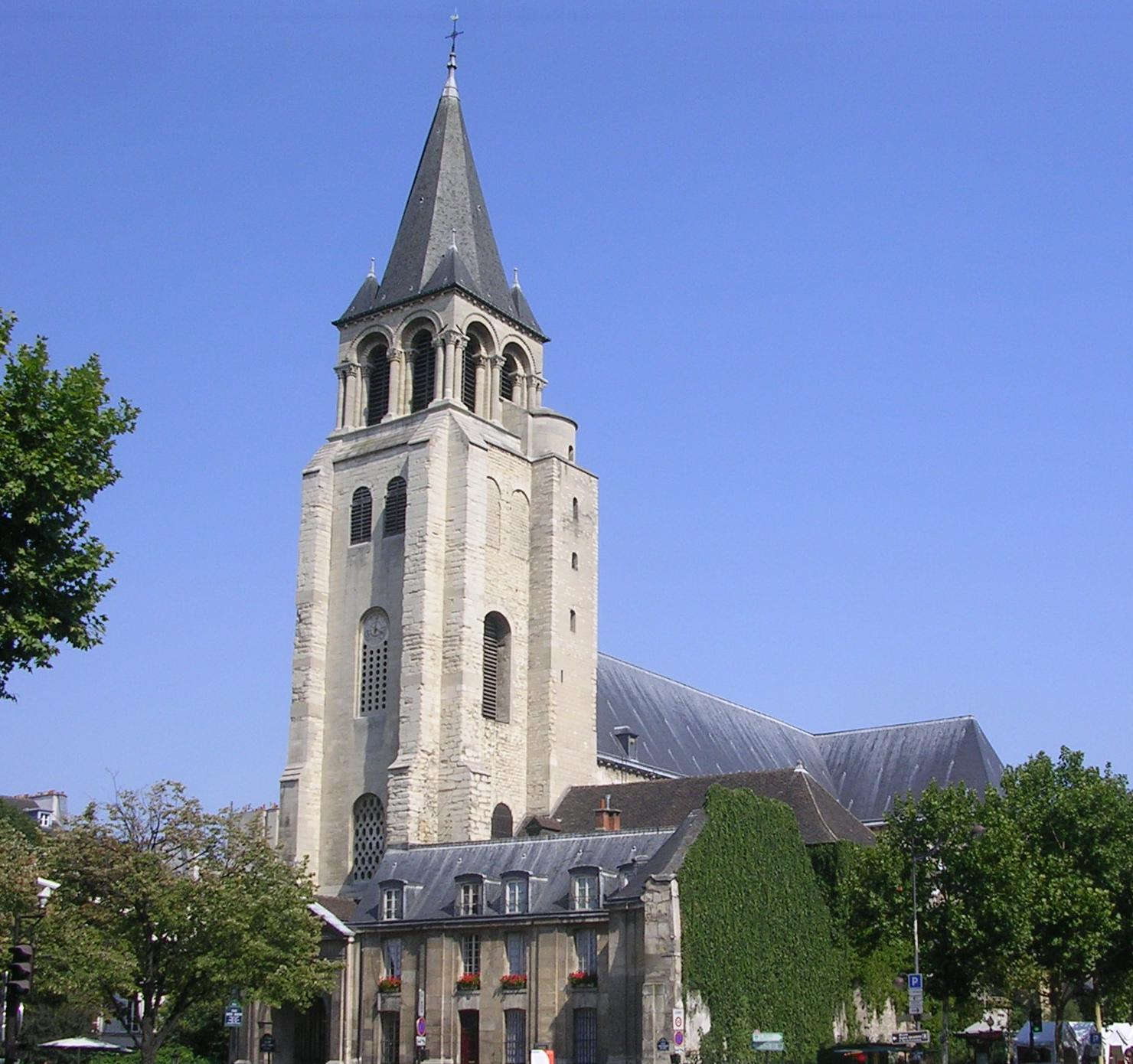
La chiesa abbaziale di Saint-Gérmain-des-Prés, dell'XI secolo.

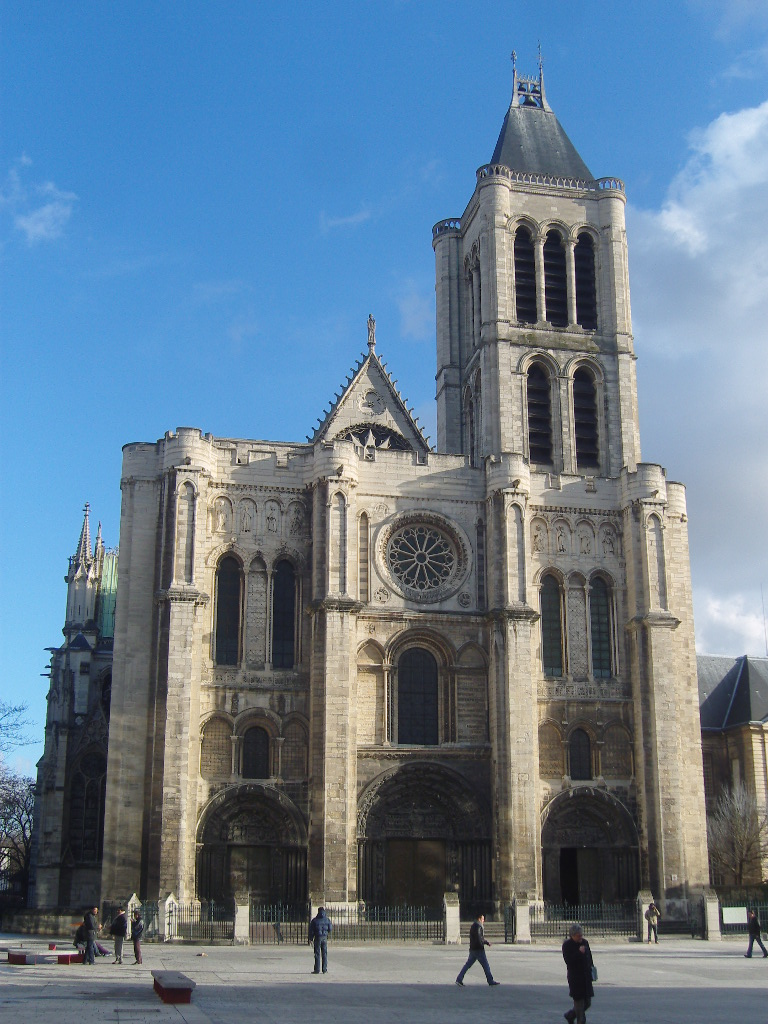
La basilica di Saint-Denis, oggi cattedrale della diocesi di Saint-Denis, fu una delle più importanti chiese di Parigi, dedicata al protovescovo san Dionigi. Fondata all'inizio del VII secolo, conserva al suo interno le tombe di molti re di Francia.

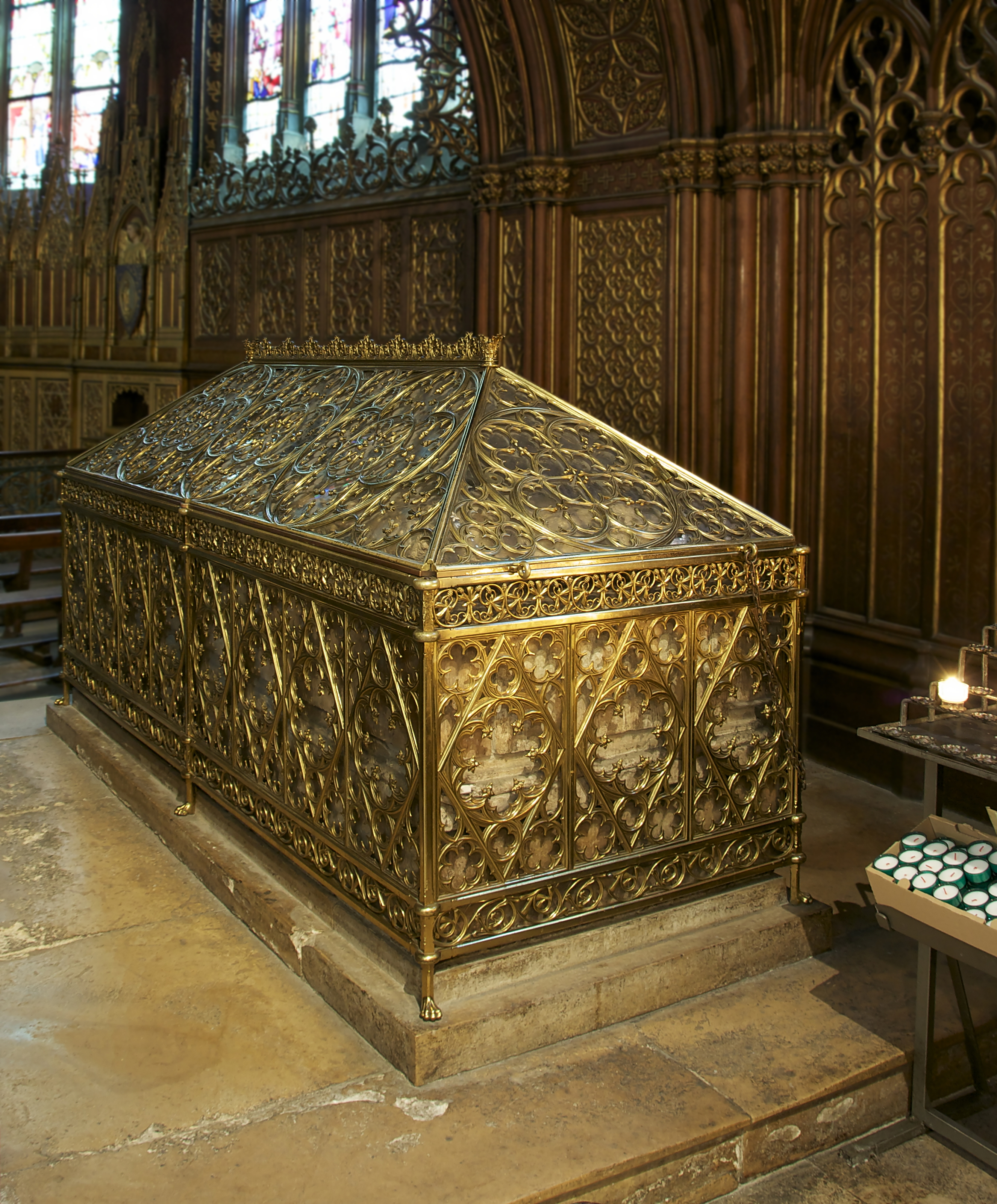
Tomba di sainte Genevière, patrona di Parigi, conservata nella chiesa di Saint-Étienne-du-Mont presso il Pantheon.

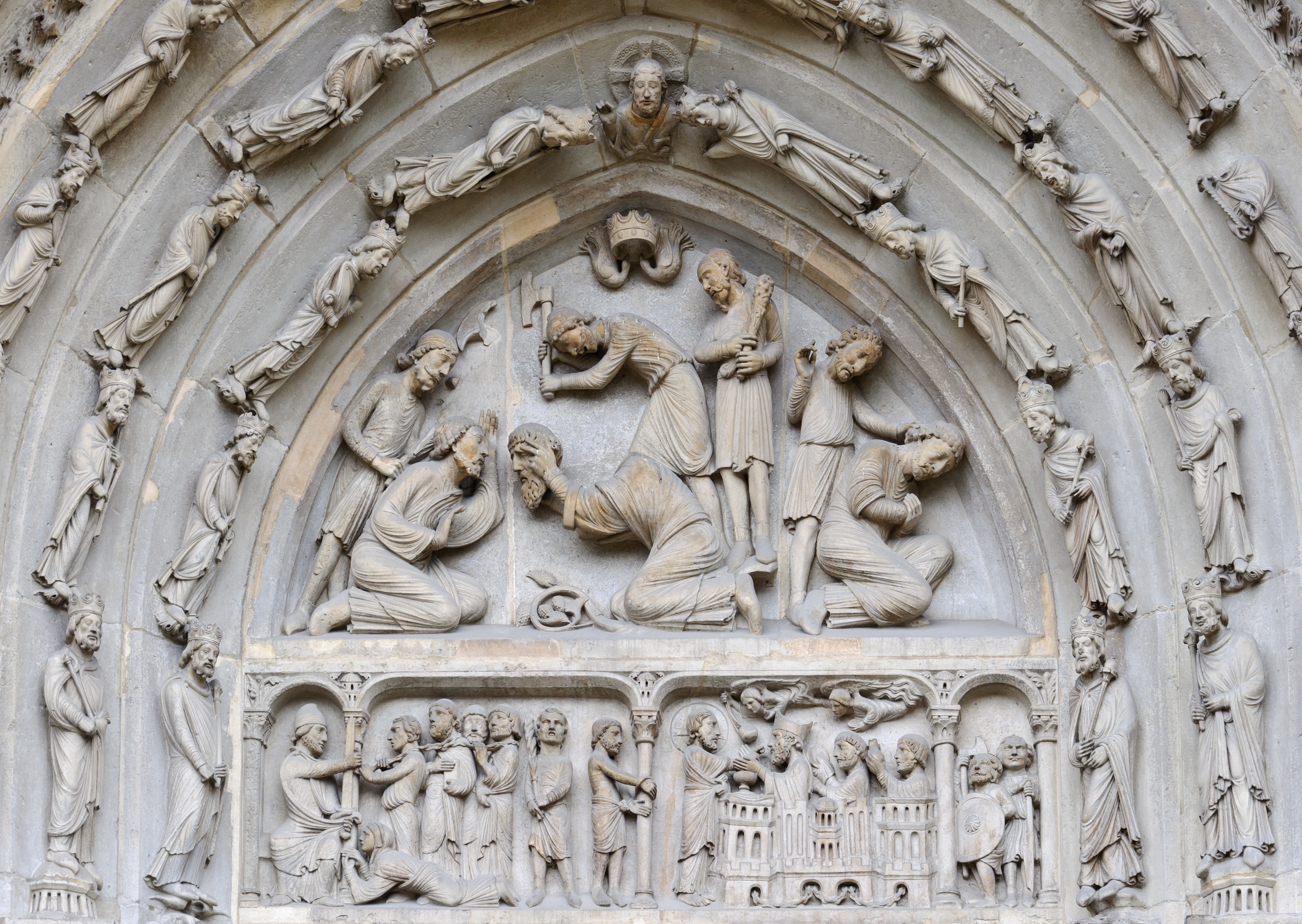
Decapitazione di san Dionigi e dei suoi compagni. - Lunetta della basilica di Saint-Denis.

L'arcidiocesi di Parigi (in latino Archidioecesis Parisiensis) è una sede metropolitana della Chiesa cattolica in Francia. Nel 2023 contava 1.307.750 battezzati su 2.152.860 abitanti. È retta dall'arcivescovo Laurent Ulrich.

## Territorio
L'arcidiocesi comprende il comune-arrondissement di Parigi. Il territorio si estende su 105 km² ed è suddiviso in 106 parrocchie.

### Provincia ecclesiastica
La provincia ecclesiastica di Parigi è costituita dalle seguenti suffraganee:
- diocesi di Créteil
- diocesi di Évry-Corbeil-Essonnes
- diocesi di Meaux
- diocesi di Nanterre
- diocesi di Pontoise
- diocesi di Saint-Denis
- diocesi di Versailles

### Cattedrale e basiliche
L'arcidiocesi ha le seguenti basiliche:
- la cattedrale e basilica minore di Notre-Dame;[3]
- la basilica minore di santa Clotilde e santa Valeria (Basilique Sainte-Clotilde-et-Sainte-Valère);
- la basilica minore del Sacro Cuore (Basilique Sacré-Cœur);
- la basilica minore di Nostra Signora delle Vittorie (Basilique Notre-Dame des Victoires);
- la basilica minore di Nostra Signora del Perpetuo Soccorso (Basilique Notre-Dame du Perpétuel Secours).

## Storia
La diocesi di Parigi fu eretta nel III secolo. La datazione dell'apostolato di san Dionigi, il primo vescovo di Parigi, è controversa, tuttavia l'opinione prevalente attribuisce credibilità a san Gregorio di Tours, che dichiara che san Dionigi fu uno dei sette vescovi inviati da papa Fabiano attorno al 250. Rimane certo che la comunità cristiana di Parigi avesse una certa importanza nel III secolo, come provano anche i ritrovamenti di catacombe e antichi cimiteri cristiani. Il primo vescovo storicamente documentato è Vittorino, la cui firma si trova nel documento redatto nel 346 con il quale, nello pseudo-concilio di Colonia, un gruppo di vescovi fece sua la decisione del concilio di Sardica a favore di sant'Atanasio.
Lutetia Parisiorum, capitale del popolo celtico dei Parisi, era una civitas della Gallia Lugdunense quarta (o Senonia), come testimoniato dalla Notitia Galliarum dell'inizio del V secolo. Dal punto di vista religioso, come di quello civile, Parigi dipendeva dalla provincia ecclesiastica dell'arcidiocesi di Sens, sede metropolitana provinciale.
Clodoveo I, re dei franchi, fu accolto nel 497 dopo la sua conversione al cristianesimo, e fece di Parigi la sua capitale. Il seguente periodo merovingio coincise con una grande fioritura religiosa. Nella basilica di Saint-Denis, eretta agli inizi del VII secolo, trovarono la sepoltura molti re merovingi di Parigi.
Il vescovo san Landry (Landericus), fondò il primo ospedale della città, l'Hôtel-Dieu e diede al monaco Marcolfo l'incarico di redigere, con il nome di Recueil de Formules, il primo codice legislativo francese, un monumento della legislazione del VII secolo.
L'epoca carolingia si aprì con l'episcopato di Déofroi (Deodefridus), che ricevette la visita di papa Stefano III. I vescovi estesero il loro potere politico, anche per l'assenza dei sovrani che risiedevano frequentemente sulle rive della Mosa e del Reno. Erchanrado I (fine dell'VIII secolo) istituì il capitolo di Notre Dame. Nel IX e nel X secolo i vescovi acquisirono potere politico ed economico.
Il potere dei vescovi non diminuì con la dinastia capetingia nei secoli XI e XII. Tuttavia, poiché i Capetingi risiedettero per lo più a Parigi, vi furono dei contrasti a metà del secolo XII: il vescovo scagliò l'interdetto sul regno e il re confiscò le proprietà della Chiesa. L'intervento del papa e di san Bernardo ricompose la lite. L'episcopato del più famoso teologo del tempo, Pietro Lombardo, diede a Parigi e alla sua università un altissimo prestigio accademico. Il secolo XII si chiude con il lungo episcopato di Maurice de Sully, che intraprese la costruzione e poi consacrò la cattedrale di Notre-Dame, e accolse a Parigi papa Alessandro III.
Parigi divenne sede di una importante università, nota con il nome di Sorbona, indipendente dal potere politico. Tra i suoi insigni maestri troviamo Pietro Abelardo, Pietro Lombardo, Jean Gerson, Tommaso d'Aquino.
La guerra dei cent'anni (1337-1452) fu un periodo difficile per la diocesi: dopo la battaglia di Poitiers del 1356 il vescovo Jean de Meulent fu fatto prigioniero. Nel XIV secolo per la prima volta i vescovi di Parigi ricevettero la porpora cardinalizia, privilegio che toccò prima a Etienne de Paris e poi al successore Aimery de Magnac. Prima della fine della guerra, il vescovo Jean Courtecuisse, un teologo di tendenze gallicane, fu costretto all'esilio a Ginevra (dove morì nel 1423) per motivi politici.
Il XVI secolo vide l'episcopato del poeta e diplomatico Jean du Bellay, che fu un tipico vescovo rinascimentale. Ebbe come segretario Rabelais. Tuttavia, sotto Enrico II cadde in disgrazia e rassegnò le dimissioni nel 1551 e partì per Roma, dove morì.
A partire dal XVI e XVII secolo, Parigi divenne il centro culturale e religioso dell'intera Chiesa francese: a Parigi Ignazio di Loyola ebbe l'idea di fondare la Compagnia di Gesù; a Parigi sorse la più importante scuola francese di spiritualità (École française de spiritualité) il cui maggiore rappresentante fu Pierre de Bérulle, e vi furono fondati importanti istituti religiosi come quello degli Oratoriani e dei Sulpiziani; a Parigi Vincenzo de' Paoli istituì la Congregazione delle Figlie della Carità e inviò missionari in Francia e nel mondo intero; Maria dell'Incarnazione Avrillot, al secolo Barbe Acarie Avrillot, reintrodusse in Francia l'ordine dei Carmelitani scalzi.
Il 20 ottobre 1622 in forza della bolla Universi orbis di papa Gregorio XV la diocesi di Parigi fu elevata al rango di arcidiocesi metropolitana. Inizialmente aveva come suffraganee Chartres, Meaux e Orléans.
Nel 1643 il cardinale Jean-François de Gondi pubblicò i libri liturgici per l'arcidiocesi, rendendoli conformi al rito romano tridentino. Nel 1680 l'arcivescovo François de Harlay de Champvallon pubblicò un Breviario per l'arcidiocesi, simile a quello pubblicato due anni prima dall'arcivescovo di Vienne, in cui ebbe cura di sopprimere tutte le antifone e i responsori che non fossero prese testualmente dalla Bibbia e rivedendo in senso critico la vita dei santi che si leggeva nel II notturno.
Nel XVII e XVIII secolo si diffusero a Parigi il giansenismo e il quietismo. Riuscì a porre un freno a queste controversie l'arcivescovo Christophe de Beaumont, che però rifiutò i sacramenti ai giansenisti impenitenti e si attirò l'odio del parlamento e poi anche di Luigi XV, che lo condannò all'esilio.
Anche al successore Antoine Le Clerc de Juigné toccherà l'esilio, questa volta in piena rivoluzione, che vide lo scontro tra preti che sottoscrissero la costituzione civile del clero e i cosiddetti "refrattari", molti dei quali trovarono la morte aux Carmes nel settembre 1792.
Il 29 novembre 1801, il seguito al concordato tra la Santa Sede e Napoleone Bonaparte, in forza della bolla Qui Christi Domini il territorio dell'arcidiocesi fu modificato per farlo coincidere con quello del dipartimento della Senna. In seguito a queste variazioni territoriali, l'arcidiocesi, che in precedenza contava 492 parrocchie, fu ridotta a sole 118 parrocchie: la maggior parte delle parrocchie perse fu ceduta alle sedi di Versailles e di Meaux.
Il Concordato stabiliva che la provincia ecclesiastica di Parigi comprendesse otto suffraganee: Amiens, Arras, Cambrai, Orléans, Meaux, Soissons, Troyes e Versailles. Con la Restaurazione furono ripristinate le arcidiocesi di Reims e di Sens, sottraendo le diocesi di Troyes, Amiens e Soissons dalla giurisdizione di Parigi. Nel 1841 anche Cambrai divenne una sede metropolitana, con suffraganea Arras. Tuttavia, le diocesi di Blois e di Chartres, ristabilite nel 1822, furono incorporate alla provincia ecclesiastica di Parigi.
Durante la Comune di Parigi, trovò la morte per fucilazione l'arcivescovo Georges Darboy.
Nel XIX secolo Parigi divenne un importante centro missionario; qui trovano la loro sede principale la Società per le missioni estere di Parigi e i padri spiritani.
Negli anni 1930 il movimento liturgico ispirò la costruzione di nuovi edifici di culto. Nel 1931 l'arcivescovo cardinale Jean Verdier lanciò la campagna I cantieri del Cardinale per dotare di chiese i quartieri periferici di nuova fondazione. Dal 1931 al 1939 furono edificate cento nuove chiese.
Il 9 ottobre 1966 l'arcidiocesi ha ceduto porzioni territoriali a vantaggio dell'erezione delle diocesi di Créteil, di Nanterre e di Saint-Denis. Da questo momento il territorio dell'arcidiocesi coincide con quello del comune, all'interno della periferica parigina.

## Cronotassi dei vescovi
Si omettono i periodi di sede vacante non superiori ai 2 anni o non storicamente accertati.
Il più antico catalogo episcopale di Parigi è contenuto in un sacramentario della fine del IX secolo o dell'inizio del X.
- San Dionigi † (III secolo)
- Mallone †
- Masso †
- Marco †
- Avvento †
- Vittorino † (menzionato nel 346)
- Paolo †
- Prudenzio †
- San Marcello †
- Viviano †
- Felice †
- Flaviano †
- Ursiciano †
- Apodemio †
- Eraclio † (menzionato nel 511)
- Probato †
- Amelio † (prima del 533 - dopo il 541)
- Saffaraco † (prima del 549 - 552 deposto)
- Libano †[10]
- San Germano † (prima del 558 - 28 maggio 576 deceduto)
- Ragnemodo † (576 - 591 deceduto)
  - Eusebio II † (illegittimo)
- Faramundo †
- Simplicio † (menzionato nel 601)
- San Cerauno o Cerano † (menzionato nel 614)
- Leudeberto † (menzionato nel 627)
- Audoberto † (menzionato nel 650)
- San Landerico † (menzionato nel 654)
- Crodoberto † (prima del 657 - dopo il 664)
- Sigobrando †
- Importuno † (menzionato nel 667)
- Agilberto (o Egilberto) † (prima dell'autunno 668 - dopo il 680 circa)
- Sigfrido † (prima del 691 - dopo il 692/693)
- Turnoaldo † (circa 693/694 - dopo il 718/719)
- Adolfo †
- Bernecairio †
- Sant'Ugo † (? - 8 aprile 730 deceduto)
- Merfrido †
- Fedolio †
- Radberto †
- Ragnecapdo †
- Madalberto (o Mauberto) †
- Deodefredo † (menzionato nel 756 o 757)
- Erchanrado I † (menzionato nel 775)
- Ermenfredo †
- Incado † (prima dell'814 - dopo l'829)[11]
- Erchenrado II † (prima di gennaio 832 - dopo agosto 855)[12]
- Enea † (prima del 12 giugno 857 - 27 dicembre 870 deceduto)
- Engelvino † (prima del 12 maggio 871 - 8 dicembre 883 deceduto)
- Gozzelino † (prima del 29 agosto 884 - 16 aprile 886 deceduto)
- Anscherico † (ottobre 886 - 19 settembre 910 deceduto)
- Teodulfo † (prima del 17 giugno 911 - 24 aprile 922 deceduto)
- Fulrado † (922 - dicembre 925/927 deceduto)
- Adelelmo † (928 - 3 febbraio 936 deceduto)
- Gualtiero † (prima di febbraio 937 - 4 giugno 941 deceduto)
- Alberico †
- Costanzo † (menzionato nel 954 circa)
- Garino †
- Rainaldo †
- Elisiardo †
- Gisleberto † (? - 4 febbraio 991 deceduto)
- Rinaldo di Vendôme † (aprile 991 - 13 settembre 1016 deceduto)
- Azelin † (? dimesso)
- Francon † (prima del 12 maggio 1018 - 24 luglio circa 1028 deceduto)
- Humbert (Imbert) de Vergy (Verzy) † (1028 - 22 novembre 1060 deceduto)
- Geoffroy de Boulogne † (1061 - 1º maggio 1095 deceduto)
- Guillaume de Montfort † (prima del 3 agosto 1095 - 27 agosto 1102 deceduto)
- Foulques † (1102 - 8 aprile 1105 deceduto)
- Galon † (1105 - 9 marzo 1117 deceduto)
- Guibert (o Girbert) † (prima del 9 aprile 1117 - 25 gennaio 1124 deceduto)
- Étienne de Senlis † (1124 - 6 giugno 1143 deceduto)
- Theobald † (1143 - 8 gennaio 1157 deceduto)
- Beato Pietro Lombardo † (prima del 1159 - 20 luglio 1160 deceduto)
- Maurice de Sully † (1160 - 11 settembre 1196 deceduto)
- Oddone di Sully † (1197 - 13 luglio 1208 deceduto)
- Pierre de La Chapelle (o di Nemours) † (prima di ottobre 1208 - dicembre 1219 deceduto)
- Guillaume de Seignelay (o d'Auxerre) † (27 aprile 1220 - 23 novembre 1223 deceduto)
- Barthélemy † (dicembre 1223 - 19 ottobre 1227 deceduto)
- Guillaume d'Auvergne † (10 aprile 1228 - 30 marzo 1248 deceduto)
- Gauthier de Château-Thierry † (giugno 1249 - 23 settembre 1249 deceduto)
- Renaud Mignon de Corbeil † (prima del 10 luglio 1250 - 6 giugno 1268 deceduto)
- Étienne Templier (Tempier) † (prima del 7 ottobre 1268 - 3 settembre 1279 deceduto)
- Jean de Allodio † (23 marzo 1280 - ? dimesso)
- Renaud de Hombliéres † (17 giugno 1280 - 12 novembre 1288 deceduto)
  - Adinolfo Conti, di Anagni † (1289 - 1289 deceduto) (vescovo eletto)
- Simon Matifort, detto de Bucy (Bussy) † (prima di febbraio 1290 - 22 giugno 1304 deceduto)
- Guillaume de Baufet † (17 gennaio 1305 consacrato - 30 dicembre 1319 deceduto)
- Etienne de Bouret † (20 luglio 1320 - 24 novembre 1325 deceduto)
- Hugues Michel † (14 gennaio 1326 - 29 luglio 1332 deceduto)
- Guillaume de Chanac † (13 agosto 1332 - 27 settembre 1342 nominato patriarca di Alessandria)
- Foulques de Chanac † (28 novembre 1342 - 25 luglio 1349 deceduto)
- Andouin Aubert † (11 settembre 1349 - 20 dicembre 1350 nominato vescovo di Auxerre)
- Pierre de la Foret † (20 dicembre 1350 - 8 febbraio 1352 nominato arcivescovo di Rouen)
- Jean de Meulent † (8 febbraio 1352 - 22 novembre 1363 deceduto)
- Étienne de Poissy † (11 dicembre 1363 - 22 settembre 1368 dimesso)
- Aymeric de Magnac † (25 settembre 1368 - 23 dicembre 1383 dimesso)
- Pierre d'Orgemont † (19 gennaio 1384 - 16 luglio 1409 deceduto)
- Gérard de Montaigu † (24 luglio 1409 - 25 settembre 1420 deceduto)
- Jean Courtecuisse † (16 giugno 1421 - 12 giugno 1422 nominato vescovo di Ginevra)
  - Jean de la Rochetaillée † (12 giugno 1422 - 26 luglio 1423 nominato arcivescovo di Rouen) (amministratore apostolico)
- Jean de Nanton, detto de Vienne † (26 giugno 1423 - 7 ottobre 1426 deceduto)
- Jacques du Chastelier (Châtelier) † (17 febbraio 1427 - 2 novembre 1438 deceduto)
- Denis du Moulin † (10 giugno 1439 - 15 settembre 1447 deceduto)
- Guillaume Chartier † (27 ottobre 1447 - 1º maggio 1472 deceduto)
- Louis de Beaumont de la Forêt † (1º giugno 1472 - 5 luglio 1492 deceduto)
- Jean-Simon de Champigny † (29 ottobre 1492 - 23 dicembre 1502 deceduto)
- Étienne Poncher † (15 febbraio 1503 - 14 marzo 1519 nominato arcivescovo di Sens)
- François Poncher † (14 marzo 1519 - 1º settembre 1532 deceduto)
- Jean du Bellay † (16 settembre 1532 - 16 marzo 1551 dimesso)
- Eustache du Bellay † (16 marzo 1551 - 1563 dimesso)
- Guillaume Viole † (21 giugno 1564 - 4 maggio 1568 dimesso)
- Pierre de Gondi † (14 dicembre 1569 - 16 giugno 1597 dimesso)
- Henri de Gondi † (16 giugno 1597 succeduto - 14 agosto 1622 deceduto)
- Jean-François de Gondi † (14 novembre 1622 - 21 marzo 1654 deceduto)
- Jean-François Paul de Gondi † (21 marzo 1654 succeduto - 15 febbraio 1662 dimesso)
- Pierre de Marca † (5 giugno 1662 - 29 giugno 1662 deceduto)
- Hardouin de Péréfixe de Beaumont † (24 marzo 1664 - 1º gennaio 1671 deceduto)
- François de Harlay de Champvallon † (23 febbraio 1671 - 6 agosto 1695 deceduto)
- Louis-Antoine de Noailles † (19 settembre 1695 - 4 maggio 1729 deceduto)
- Charles-Gaspard-Guillaume de Vintimille du Luc † (17 agosto 1729 - 13 marzo 1746 deceduto)
- Jacques-Bonne Gigault de Bellefonds † (2 maggio 1746 - 20 luglio 1746 deceduto)
- Christophe de Beaumont du Repaire † (19 settembre 1746 - 12 dicembre 1781 deceduto)
- Antoine-Eléonore-Léon Le Clerc de Juigné † (25 febbraio 1782 - prima del 29 novembre 1801 dimesso)
- Jean-Baptiste de Belloy-Morangle † (10 aprile 1802 - 10 giugno 1808 deceduto)
  - Sede vacante (1808-1817)
  - Jean-Siffrein Maury † (10 ottobre 1810 - 13 maggio 1814 dimesso) (illegittimo)
- Alexandre-Angélique de Talleyrand-Périgord † (1º ottobre 1817 - 20 ottobre 1821 deceduto)
- Hyacinthe-Louis de Quélen † (20 ottobre 1821 succeduto - 31 dicembre 1839 deceduto)
- Denis-Auguste Affre † (13 luglio 1840 - 27 giugno 1848 deceduto)
- Marie-Dominique-Auguste Sibour † (11 settembre 1848 - 3 gennaio 1857 deceduto)
- François-Nicholas-Madeleine Morlot † (19 marzo 1857 - 29 dicembre 1862 deceduto)
- Georges Darboy † (16 marzo 1863 - 24 maggio 1871 deceduto)
- Joseph Hippolyte Guibert, O.M.I. † (27 ottobre 1871 - 8 luglio 1886 deceduto)
- François-Marie-Benjamin Richard de la Vergne † (8 luglio 1886 succeduto - 28 gennaio 1908 deceduto)
- Léon-Adolphe Amette † (28 gennaio 1908 succeduto - 29 agosto 1920 deceduto)
- Louis-Ernest Dubois † (13 settembre 1920 - 23 settembre 1929 deceduto)
- Jean Verdier, P.S.S. † (18 novembre 1929 - 9 aprile 1940 deceduto)
- Emmanuel Célestin Suhard † (11 maggio 1940 - 30 maggio 1949 deceduto)
- Maurice Feltin † (15 agosto 1949 - 1º dicembre 1966 ritirato)
- Pierre Marie Joseph Veuillot † (1º dicembre 1966 succeduto - 14 febbraio 1968 deceduto)
- Gabriel Auguste François Marty † (26 marzo 1968 - 31 gennaio 1981 ritirato)
- Jean-Marie Lustiger † (31 gennaio 1981 - 11 febbraio 2005 ritirato)
- André Armand Vingt-Trois † (11 febbraio 2005 - 7 dicembre 2017 ritirato)
- Michel Aupetit (7 dicembre 2017 - 2 dicembre 2021 dimesso)[13]
- Laurent Ulrich, dal 26 aprile 2022

## Statistiche
L'arcidiocesi nel 2023 su una popolazione di 2.152.860 persone contava 1.307.750 battezzati, corrispondenti al 60,7% del totale.
| anno | popolazione | popolazione | popolazione | presbiteri | presbiteri | presbiteri | presbiteri                | diaconi | religiosi | religiosi | parrocchie |
| anno | battezzati  | totale      | %           | numero     | secolari   | regolari   | battezzati per presbitero | diaconi | uomini    | donne     | parrocchie |
| ---- | ----------- | ----------- | ----------- | ---------- | ---------- | ---------- | ------------------------- | ------- | --------- | --------- | ---------- |
| 1950 | 1.591.903   | 4.775.711   | 33,3        | 2.087      | 1.503      | 584        | 762                       |         | 832       | 9.500     | 222        |
| 1970 | 2.090.000   | 2.590.771   | 80,7        | 2.700      | 867        | 1.833      | 774                       |         | 2.183     | 4.139     | 100        |
| 1980 | 1.829.000   | 2.330.000   | 78,5        | 1.979      | 879        | 1.100      | 924                       | 5       | 1.245     | 3.534     | 98         |
| 1990 | 1.781.000   | 2.271.000   | 78,4        | 1.554      | 616        | 938        | 1.146                     | 41      | 1.256     | 2.855     | 113        |
| 1999 | 1.540.000   | 2.228.000   | 69,1        | 1.500      | 684        | 816        | 1.026                     | 82      | 1.016     | 2.822     | 120        |
| 2000 | 1.377.000   | 2.116.000   | 65,1        | 1.530      | 667        | 863        | 900                       | 81      | 1.380     | 2.805     | 126        |
| 2001 | 1.357.000   | 2.116.000   | 64,1        | 1.396      | 622        | 774        | 972                       | 84      | 1.324     | 2.642     | 126        |
| 2002 | 1.270.000   | 2.116.000   | 60,0        | 1.392      | 594        | 798        | 912                       | 90      | 1.347     | 2.516     | 126        |
| 2003 | 1.270.000   | 2.116.000   | 60,0        | 1.339      | 576        | 763        | 948                       | 95      | 1.340     | 2.486     | 126        |
| 2004 | 1.548.996   | 2.212.851   | 70,0        | 1.296      | 566        | 730        | 1.195                     | 94      | 1.252     | 2.500     | 116        |
| 2013 | 1.346.300   | 2.243.833   | 60,0        | 1.387      | 837        | 550        | 970                       | 114     | 1.010     | 1.745     | 114        |
| 2016 | 1.358.604   | 2.265.886   | 60,0        | 1.141      | 600        | 541        | 1.190                     | 104     | 1.014     | 1.710     | 113        |
| 2019 | 1.309.700   | 2.157.184   | 60,7        | 1.122      | 638        | 484        | 1.167                     | 127     | 1.037     | 1.206     | 106        |
| 2021 | 1.304.700   | 2.148.271   | 60,7        | 1.071      | 598        | 473        | 1.218                     | 133     | 1.126     | 1.351     | 106        |
| 2023 | 1.307.750   | 2.152.860   | 60,7        | 1.065      | 637        | 428        | 1.227                     | 131     | 1.059     | 1.211     | 106        |

## Bibliografia

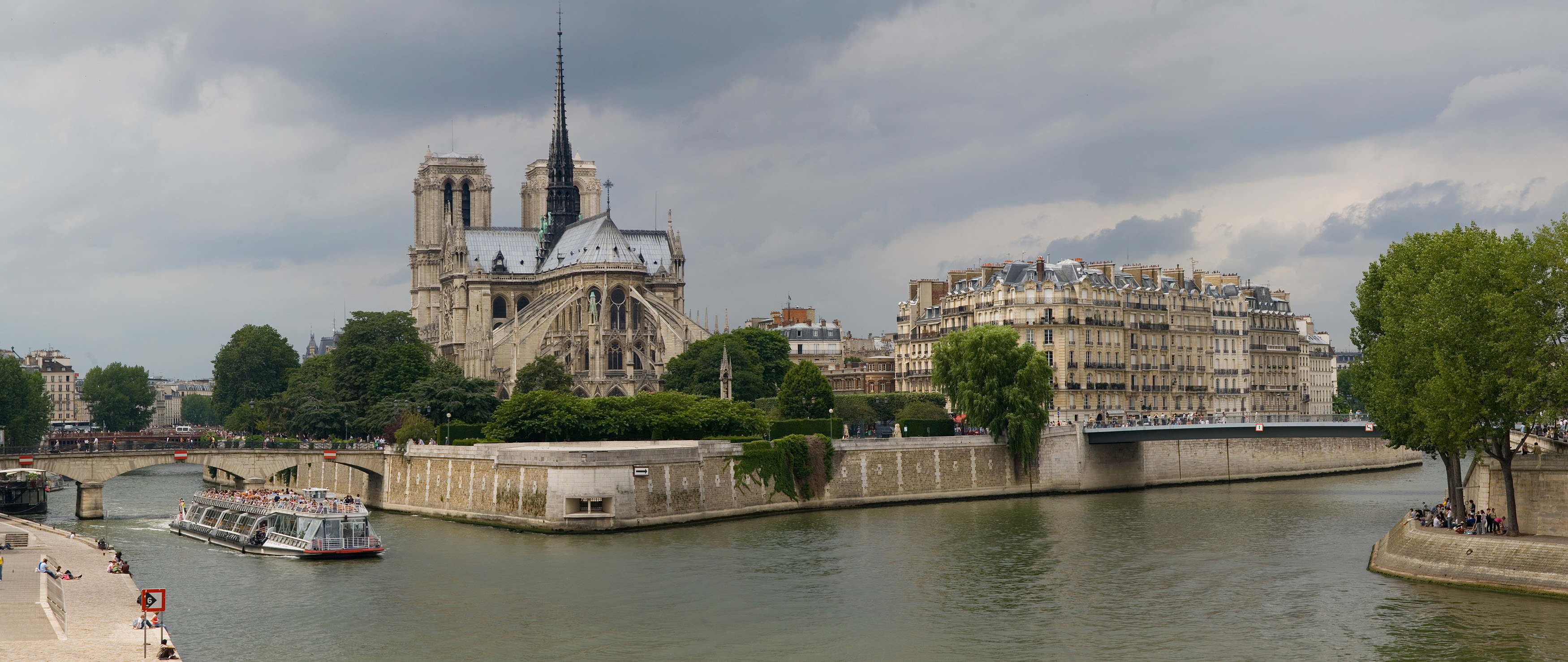
Notre-Dame e lÎle de la Cité